# Piana Crixia
Piana Crixia (im Ligurischen: A Ciana) ist eine italienische Gemeinde mit 732 Einwohnern (Stand 31. Dezember 2023) in der Region Ligurien. Politisch gehört sie zu der Provinz Savona.

## Geographie
Die Gemeinde liegt im Val Bormida des nördlichen Apennin. In der Nähe zu Piana Crixia verläuft der Bach Bormida di Spigno. Von besonderem Interesse ist eine 15 Meter hohe Gesteinsformation auf dem Territorium der Gemeinde. Der Fels hat die Form eines Pilzes und war wegen dieser Besonderheit der Ausgangspunkt einer Reihe von Legenden. Entstanden ist der Fungo di Piana Crixia wahrscheinlich durch die als Regenschutz fungierende Gesteinsmasse, die heute den Hut des Pilzes bildet, und die die unterstehende Sedimentgesteinsschicht vor der Erosion schützt. Letztere bildet heute den Stil des Pilzes.
Piana Crixia gehört zu der Comunità Montana Alta Val Bormida und bildet mit seinem Gemeindeland den Naturpark Piana Crixia. Von der Provinzhauptstadt ist das Dorf circa 38 Kilometer entfernt.
Nach der italienischen Klassifizierung bezüglich seismischer Aktivität wurde die Gemeinde der Zone 4 zugeordnet. Das bedeutet, dass sich Piana Crixia in einer seismisch inerten Zone befindet.

## Klima
Die Gemeinde wird unter Klimakategorie D klassifiziert, da die Gradtagzahl einen Wert von 1996 besitzt. Das heißt, die in Italien gesetzlich geregelte Heizperiode liegt zwischen dem 1. November und dem 15. April für jeweils zwölf Stunden pro Tag.

## Gemeindepartnerschaften
Piana Crixia unterhält seit 2001 eine Partnerschaft mit der französischen Gemeinde Saint-Jodard.